# Giuseppe Chiarante
Giuseppe Chiarante (Bosco Marengo, 31 luglio 1929 – Roma, 31 luglio 2012) è stato un politico italiano.

## Biografia
Si forma nell'ala della Democrazia Cristiana capeggiata da Giuseppe Dossetti, caratterizzata dalle posizioni più progressiste, venendo eletto ancora giovanissimo nel Consiglio nazionale del partito. Nel 1953 Chiarante partecipa alla nascita e alla crescita del movimento, poi organizzato in corrente, della cosiddetta DC di "Base", insieme a Giovanni Galloni, Giovanni Marcora e Luigi Granelli, tutti esponenti del cattolicesimo di sinistra.
Nel 1955, a seguito di un duro scontro con la segreteria di Amintore Fanfani, lascia la DC e assieme al gruppo dell'intellettuale Franco Rodano promuove la nascita del settimanale Il Dibattito politico. Nel 1958, con Lucio Magri, abbraccia la cultura politica marxista e approda al Partito Comunista Italiano. Dal 1972 al 1979 Chiarante è stato deputato per il PCI, mentre dal '79 fino al 1994 ha ricoperto il ruolo di senatore. È stato anche direttore di Rinascita e Critica marxista.
Dirigente comunista legato alla corrente di Enrico Berlinguer, nel congresso del PCI del 1989 si oppose alla Svolta della Bolognina intrapresa dal segretario Achille Occhetto, il quale si proponeva di abbandonare il comunismo, sottoscrivendo la 'mozione 2' di Alessandro Natta, Pietro Ingrao e Aldo Tortorella. Ciò nonostante, Chiarante è rimasto nel partito erede del PCI, il Partito Democratico della Sinistra (PDS), rappresentando con l'amico Tortorella la componente dei comunisti democratici. Ha anche presieduto il gruppo del PDS al Senato tra il 1992 e il 1994.
Il 1º aprile 1999, mentre il governo di Massimo D'Alema (presidente dei DS, già PDS) decide di sostenere la guerra del Kosovo, Chiarante abbandona i DS assieme a Tortorella, condannando l'azione militare. Diviene così membro della presidenza dell'Associazione per il Rinnovamento della Sinistra (ARS), con l'obiettivo di ricostruire una sinistra critica e alternativa alle forze moderate e centriste, oltre che di riattualizzare la "questione morale" di Berlinguer. Scrive anche per la rinata rivista Critica marxista, organo dell'ARS.
Si è a lungo impegnato nella tutela dei beni culturali, sia come senatore (elaborando, tra l'altro, con Giulio Carlo Argan un progetto complessivo di riforma dell'amministrazione delle politiche culturali) che come vicepresidente del Consiglio Nazionale del Ministero per i beni culturali e ambientali (dal 1998), carica da cui si è dimesso nel 2002 a seguito delle polemiche sull'ipotesi di privatizzare i musei statali e sulla creazione della Patrimonio Spa; anche a causa delle critiche mossegli da Vittorio Sgarbi, allora sottosegretario, il ministro Giuliano Urbani ritenne di non dover confermare Chiarante nella carica di membro e vicepresidente (corrispondente alla carica dell'attuale presidente del Consiglio Superiore). Molte sue battaglie a favore del patrimonio culturale italiano sono state condotte attraverso l'"Associazione Bianchi Bandinelli", di cui è stato fondatore nel 1991, con Giulio Carlo Argan, e presidente dal 1993 al 2005, assumendo poi la carica di presidente onorario.
È scomparso il 31 luglio 2012, giorno del suo 83º compleanno.

## Vita privata
Fu lo zio di Giovanni Francesco Asperti, combattente volontario in Siria nel Rojava contro lo Stato islamico, morto nel 2018.